# Morti nel 1200
| Questa pagina contiene informazioni ricavate automaticamente dalle voci biografiche con l'ausilio del template Bio e di un bot. L'aggiornamento è periodico e automatico e ricostruisce completamente la pagina. Se manca una persona in questa lista, sei pregato di non aggiungerla, ma accertati piuttosto che la sua voce biografica contenga il template Bio e che i dati anagrafici siano correttamente compilati. Se il template Bio manca, inseriscilo tu stesso o, in alternativa, metti l'avviso {{tmp\|Bio}} che ne segnala la mancanza. Se i dati riportati sono sbagliati, correggi direttamente la voce biografica; le modifiche saranno visibili in questa lista entro pochi giorni. Per chiarimenti vedi il progetto biografie. La lista contiene solo le 26 persone che sono citate nell'enciclopedia e per le quali è stato implementato correttamente il template Bio. Pagina aggiornata al 26 mar 2025. |

- 13 gennaio - Ottone I di Borgogna, conte (n. 1170)
- 6 febbraio - Kajiwara Kagetoki, samurai giapponese
- 8 aprile - Adalberto III di Boemia, arcivescovo cattolico boemo (n. 1145)
- 10 aprile - Mercadier, mercenario francese
- 23 aprile - Zhu Xi, filosofo cinese (n. 1130)
- 25 maggio - Nicola I di Meclemburgo, sovrano obodrita
- 10 luglio - Pistore, vescovo cattolico italiano
- 31 luglio - Giovanni Axuch Comneno, nobile bizantino
- 20 settembre - Alberico II di Dammartin, conte
- 25 ottobre - Corrado di Wittelsbach, cardinale e arcivescovo cattolico tedesco (n. 1125)
- 17 novembre - Ugo di Lincoln, vescovo cattolico e santo inglese
- 21 dicembre - Gilbert Hérail, cavaliere medievale spagnolo (n. 1152)
- Anna di Serbia, regina serba
- Radulfus Ardens, teologo francese (n. 1140)
- Heinrich Walpot von Bassenheim, cavaliere medievale tedesco
- Nicolò Bobone, cardinale italiano
- Giovanni Ducas, generale bizantino (n. 1126)
- Simon fitz Alan, nobile inglese
- Osberno di Gloucester, monaco cristiano e lessicografo inglese (n. 1123)
- Bartolomeo de Luci, nobile normanno
- Cynddelw Brydydd Mawr, poeta gallese
- Ala al-Din Tekish, persiano
- Raimondo Zanfogni, artigiano e santo italiano
- Drudo da Camino, vescovo cattolico italiano
- Roland di Galloway, nobile scozzese
- Inpumon'in no Tayū, poeta giapponese (n. 1130)